# 威利·琼斯
威廉·A·琼斯（英語：William A. Jones，1936年6月29日—），美国NBA联盟前职业篮球运动员。他在1960年的NBA选秀中第5轮第36顺位被底特律活塞选中。